# ウクライナにおけるロシア語

2001年国勢調査：ロシア語を母語とする人の割合（地域別）

ウクライナにおけるロシア語は、ウクライナのドンバス地方、クリミア地方で最も一般的に使用され、東部や南部の大都市でも多くの人々によって使用されてきた言語である。マスメディア、政治、ビジネス、科学の分野においても特に浸透している。ロシア語を話す人の割合は概して東南部で高いが、明確な地理的境界線が存在するわけではない。ウクライナにおけるロシア語の広い使用状況は、ロシア語話者の入植、独立国家の喪失、ウクライナ文化の抑圧、教育の転換、都市化などさまざまな経緯から生じたものである。
2001年の国勢調査では、人口の17.3%がロシア人である一方、ロシア語を母語であると回答した人は29.6%であった。2012年から2022年にかけて、ウクライナ語を母語とする人は57％から80％に増加しロシア語を母語とする人は40％から15％に減少したが、日常的なコミュニケーションではウクライナ語のみを使用するのは51%にとどまり、両方の言語を使用する人が33%にのぼる。双方の言語をある程度理解することができる人が多く、ロシア語話者とウクライナ語話者の会話において、どちらかの言語に合わせないまま会話が進行する状況が観察されている。

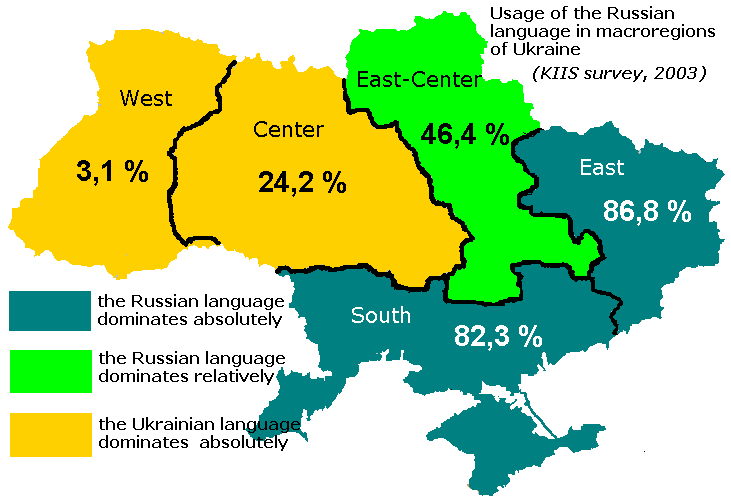
ウクライナの地域別ロシア語使用状況（2003年）

ウクライナでは1989年以降、ウクライナ語が唯一の公用語とされている。一方、ロシア語をはじめとする国内少数派民族の言語について、自由な発展、使用、保護が憲法で保証されている。2012年には少数言語の地域公用語化を認める法律が制定されたが、2014年にウクライナ憲法裁判所が同法の合憲性の審査を開始し、2018年2月28日に違憲との判断で同法は廃止された。なおクリミア自治共和国では、ロシア語とクリミア・タタール語が公用語となっている。
2014年にウクライナ紛争が勃発し、親ロシア派が占領するドンバス地域では2014年から2016年にかけてウクライナ語の教育が段階的に廃止された。一方のウクライナ政府もロシア語の書籍やテレビ放送を制限するなどの対応を取っている。また2017年に教育法を改定し原則としてウクライナ語を教育言語とすることが規定された。2022年のロシアによるウクライナ侵攻に伴い、ウクライナ国内のロシア語をめぐる状況はさらに大きく変化しつつある。

## 歴史

### 言語史
ロシア語、ウクライナ語、ベラルーシ語は、その言語学的類似性から東スラブ語群に分類され、遡れば共通の祖先スラブ祖語にたどり着くが、いつどのように分岐したかについては諸説ある。

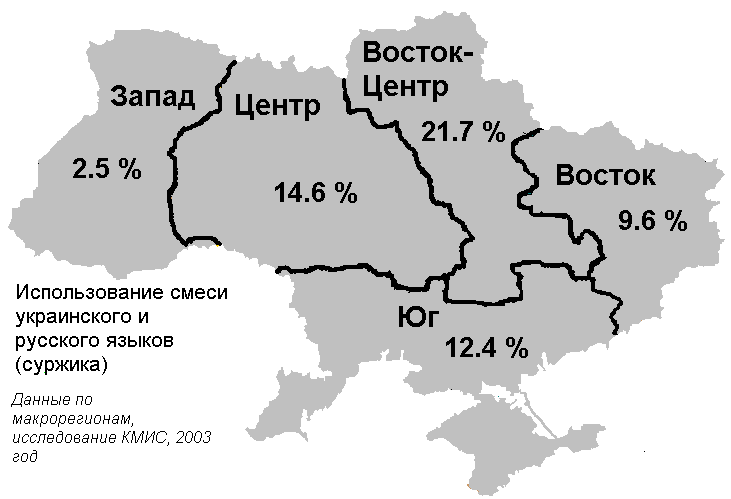
地域別のスルジク使用率

一般的な説は次のようなものである。11世紀以降、キエフ・ルーシで話されていた言語（古ロシア語）は、ルーシの弱体化により各地方で方言が発達した。現在のロシアの領域はタタールの支配下となり、古代教会スラブ語の影響を受けながら現在のロシア語につながる言語が発達した。古ノブゴロド方言の役割を重視する学説もある。一方現在のベラルーシとウクライナの領域は13世紀にルーシの崩壊でリトアニア大公国領となり、その後のリトアニアとポーランドの連合によりポーランド語の影響を受けながら北部ではベラルーシ語、南部ではウクライナ語が発達した。
17世紀、ロシア・ツァーリの時代にはこれらの言語は明確に異なるものと認識されていた。ロシアは自らの言語を「（大ロシア語）」と呼ぶ一方、他の2つの言語を「白ロシア語」「小ロシア語」として区別した。
その後、書き言葉としてのウクライナ語は18世紀後半の作家イヴァン・コトリャレーウシキー、19世紀の詩人タラス・シェフチェンコらによって確立された。1905年にはロシア帝国アカデミー言語部会がウクライナ語を独立言語として認められ、1928年にはウクライナ語正書法が承認されたが、1933年以降、ウクライナ語正書法はロシア語のそれに意図的に近づけられた。
言語学者ティシチェンコによると、現代ウクライナ語とロシア語の語彙の38%が異なるものである。これはスペイン語とポルトガル語、あるいはスペイン語とイタリア語、ドイツ語とオランダ語よりも大きい。音声や音韻上の相違は更に顕著であり、形態論上の差異もみられる。
このように現在のウクライナ語とロシア語は別言語ではあるが、明確な地理的境界線が存在するわけではない。実際には両方の言語を話す人々も多く、さらにスルジクと呼ばれる両者の混合言語が少なからず話されている。2003年の調査によると、スルジクを使用する人の割合はウクライナ西部では2.5％と低いが、東南部では9.6–21.7%であった。

### 人々の動き
歴史的には、現在のウクライナでロシア語を話す人々は、移住してきたロシア人とその末裔、およびウクライナ人でありながらロシア語を話すようになった人々に大きく分けることができる。

#### スロボダ・ウクライナへの入植
現在のウクライナとロシアの国境地帯のひとつは歴史的にスロボダ・ウクライナとして知られる。13世紀のモンゴルの侵攻により荒廃し、その後は放棄され人が住まない状態が続いていた。14世紀にリトアニア・ポーランド王国版図となったが、モスクワ大公国の台頭により16世紀初頭以降これらの地域はモスクワの支配下となった。16世紀にはロシアとクリミアとの戦争が断続的に生じていたため、防衛を目的としてこの地域へのロシア人の入植が進められていた。

17世紀前半にはウクライナ・コサックの部隊が防衛目的で居住を認められるようになった。ポーランド・リトアニア共和国でのコサックによる蜂起（オストリャーニン蜂起、フメリニツキーの乱）によりさらに多くのウクライナ人が移住した。17世紀後半のスロボダ・ウクライナの人口は約12万人であったが1773年の調査では66万人以上と急増した。この地域への大規模なウクライナ人の流入は、早期のロシア人入植者を東南部（ドン川、ヴォルガ川方面）へ押しやることとなった。ウクライナ人の入植が多くあったにもかかわらず、スロボダ・ウクライナは言語的には一貫してロシア語が優勢な地域である。
| 1897年の各都市におけるロシア人の割合 | 1897年の各都市におけるロシア人の割合 | 1897年の各都市におけるロシア人の割合 | 1897年の各都市におけるロシア人の割合 | 1897年の各都市におけるロシア人の割合 |
| ------------------------------------ | ------------------------------------ | ------------------------------------ | ------------------------------------ | ------------------------------------ |
|                                      |                                      |                                      |                                      |                                      |
| キーウ                               | キーウ                               |                                      | 54.2%                                | 54.2%                                |
| ハルキウ                             | ハルキウ                             |                                      | 63.1%                                | 63.1%                                |
| オデーサ                             | オデーサ                             |                                      | 49.09%                               | 49.09%                               |
| ミコライウ                           | ミコライウ                           |                                      | 66.33%                               | 66.33%                               |
| マリウポリ                           | マリウポリ                           |                                      | 63.22%                               | 63.22%                               |
| ルハンシク                           | ルハンシク                           |                                      | 68.16%                               | 68.16%                               |
| ヘルソン                             | ヘルソン                             |                                      | 47.21%                               | 47.21%                               |
| メリトポリ                           | メリトポリ                           |                                      | 42.8%                                | 42.8%                                |
| エカテリノスラーフ（現ドニプロ）     | エカテリノスラーフ（現ドニプロ）     |                                      | 41.78%                               | 41.78%                               |
| セヴァストポリ                       | セヴァストポリ                       |                                      | 63.46%                               | 63.46%                               |

#### ノヴォロシアの開拓と発展
18世紀後半、クリミア・ハンの衰退に伴い、ロシアは新たに現在のウクライナ南部の地域を獲得し、多くのロシア人が入植した。以前はクリミア・タタール人の襲撃の脅威のためほとんど開拓が進んでおらず「荒野」とよばれる地域であったが、肥沃で天然資源も豊富なこの土地には多くの町が建設され、多くのロシア人が入植し急速に発展した。19世紀になると産業の発展に伴いロシア人の都市人口がさらに増加した。1897年の人口調査によると、この地域の多くの大都市においてロシア人が最大の民族集団であった。

1914年の言語使用状況（ロシア帝国科学アカデミー）
ウクライナ語
ロシア語
ベラルーシ語

### ウクライナ語の抑圧
18世紀初頭から、ロシア政府はウクライナ語を抑圧し、ウクライナ人へのロシア語の普及を促進した。
1720年、ロシア皇帝ピョートル1世は、ウクライナ語の活字で印刷された神学文献のウクライナ語的要素をすべて削除するよう命じる勅令を発した。
1729年、ピョートル2世は、ウクライナ語で書かれた政令や命令をロシア語で書き直すよう命じた。その後も、学校でウクライナ語で教えることの禁止、ウクライナ語学校の閉鎖が行われ、1804年にはすべてのウクライナ語の学校が禁止された。
1863年、ヴァルーエフ指令により、ウクライナ語で書かれた宗教書や教育書の出版が禁止された。「小ロシア語」という独立した言語は現在過去を通じて存在したことはないものとされた。
1876年、アレクサンドル2世が発したエムス・ウカズによってウクライナ語の書籍や歌が禁止された。
1888年、アレクサンドル3世による勅令で、公的機関でのウクライナ語の使用とウクライナ語の名字の使用が禁止された。

### ソビエト連邦時代
1918年、人民委員会議は、支配下にある民族に自国語による教育を受ける権利があることを認めた。
ソビエト連邦でのウクライナ語の扱いは一様ではなかった。1920–30年代はコレニザーツィヤ政策でウクライナ語は広く使用された。その後スターリン時代の抑圧を経て、1950年代のフルシチョフの時代にはウクライナ語は緩やかな扱いを受けた。
以後のソ連では実質的にロシア語が全国で広く話される唯一の言語として機能していた。1990年にロシア語はソビエト連邦の全連邦公用語となったが、構成共和国は独自の公用語を宣言する権利を有していた。1989年、ウクライナ・ソビエト社会主義共和国の最高会議によりウクライナ語が唯一の公用語とされた。

### ウクライナ独立後

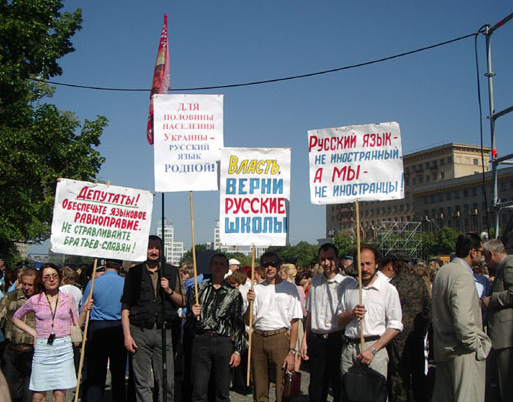
ロシア語の地域言語化を支持する人々（ハルキウ、2006年）

1991年の独立後もウクライナ語を唯一の公用語とする方針は維持されたが、ロシア語は特にソ連のロシア化政策が強かった東部と南部の都市部では広く話され続けた。
1994年、ドネツィク州とルハンシク州で住民投票が行われ、約90%がロシア語をウクライナ語と並ぶ国家の公用語とし、地域レベルでロシア語を公用語とすることを支持したが、政府によって住民投票は無効となった。
1996年に採択されたウクライナの新憲法では、ウクライナ語を引き続き唯一の国語とした。一方でロシア語を含む少数民族の他言語について自由な発展、使用、保護を保証した。
2006年、ハルキウ市の議会が初めてロシア語を地域言語とすることを宣言した。その後、南・東部の州（ルハンシク州、ドネツィク州、ミコライウ州、ハルキウ州、ザポリージャ州）と南・東部主要都市（セヴァストポリ、ドニプロペトロフスク、ドネツィク、ヘルソン、ヤルタ、ルハンシク、ザポリージャ、クリヴィー・リフ、オデーサ、ミコライウ）がこれに続いた。裁判所の決定によりクリヴィー・リフ、ヘルソン、ドニプロペトロフスク、ザポリージャ、ミコライウの各都市では宣言が無効とされた一方、ドネツィク、ミコライウ、ハルキウの各州ではロシア語が維持された。

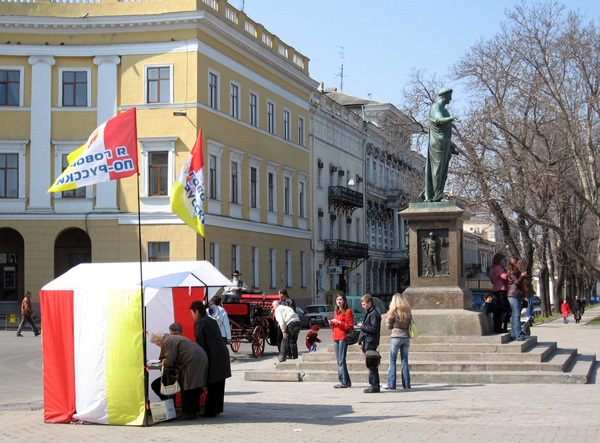
ロシア語の地域言語化を支持する署名運動（オデッサ、2007年）

2012年、少数言語の地域公用語化を認める法律が制定された。ウクライナ語が公用語として再確認されたものの、地域の行政官はその地域で普及している言語で公務を行うことができるようになった。その後数週間で、南部と東部の州や市でロシア語が地域言語として宣言された。2014年にウクライナ憲法裁判所が同法の合憲性の審査を開始し、2018年2月28日に違憲との判断で同法は廃止された。

### ロシアとウクライナの紛争の影響

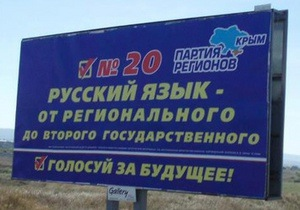
クリミア地域政党の看板「ロシア語を地域言語から第二国語へ」（2012年）

2013年に始まったユーロマイダンとそれに引き続く2014年のウクライナ紛争の勃発以降、ウクライナにおけるロシア語の立場は変化している。親ロシア派が多いドンバス地方では、2014年から2016年にかけてウクライナ語の教育が段階的に廃止された。またクリミアでも、2014年の併合以来ウクライナ語学校をすべて閉鎖した。
ウクライナ政府はメディア、教育、その他の領域でウクライナ化を促進することを目的とした法律を制定した。2017年2月、政府はウクライナで販売される全タイトルの最大60％を占めていたロシアからの書籍の商業輸入を禁止した。また同年5月、テレビ放送内容について、国営通信事業者で75％、地方通信事業者で50％をウクライナ語にするという法律を制定した。さらに教育法を改定し、2つ以上の言語、すなわち英語または欧州連合の他の公用語の1つ（すなわちロシア語を除く）で教えることが認められている1つ以上の科目を除き、すべてのレベルにおいてウクライナ語が教育言語となることが規定された。ただし、ウクライナの先住民族に属する者は、公立の就学前教育機関および小学校で、「それぞれの先住民族の指導言語と国の指導言語」を使って、別々のクラスまたはグループで学ぶ権利が保証されることが法律に明記されている。欧州評議会議員会議（PACE）は、この措置と、少数民族の代表者との「真の協議」が行われていないことに懸念を表明した。2018年7月、ミコライウ管区行政裁判所は地域言語としてのロシア語の地位を廃止し、ヘルソン市とハルキウ州もロシア語の地域言語の地位を廃止した。
2019年には、公的機関の業務においてウクライナ語を義務化するための法律が可決された。
2022年1月、すべての出版物をウクライナ語で発行することを義務付ける法律が施行された。ロシア語での出版を禁止したわけではないが、同等の発行部数と範囲を持つウクライナ語版を出版しなければならないと規定されており、出版社にとって採算の取れる選択肢ではなく、ロシア語を話す人々の権利を奪う可能性があるとの批判がある。
2022年2月のロシアによるウクライナ侵攻はウクライナ国内のロシア語話者に大きな影響を与えた。ロシア語は敵性言語の立場となり、自由な使用がしづらい状況となっている。もともとロシア語を母語としていたウクライナ人が、ウクライナ語の習得のための学校に通うケースも増加している。一方でロシアが占拠した地域では、ロシア政府によりウクライナ語からロシア語教育への転換が試みられている。

## さまざまな調査
ロシア語を母語とする人と、ロシア語を日常的なコミュニケーション言語として採用している人の数は同じではない。また全国的に見て、ロシア語を話す国民の割合は農村部よりも都市部に多い。

### 2001年国勢調査
2001年のウクライナ国勢調査の公式データによると、ウクライナの人口の29.6%（約1430万人）がロシア語を母語としていた。民族的なロシア人は17.3%であった。

2001年のウクライナ国勢調査
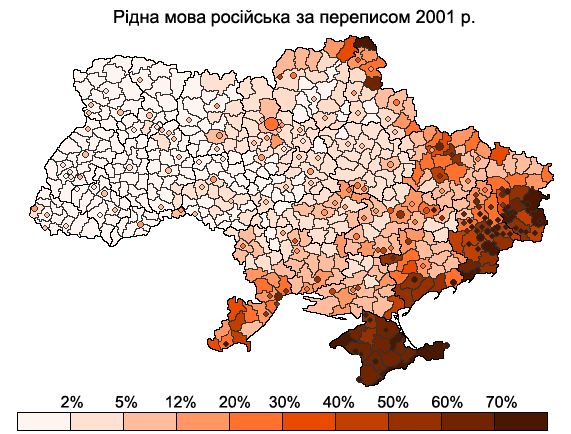
各地区・都市における ロシア語を母語とする人の割合
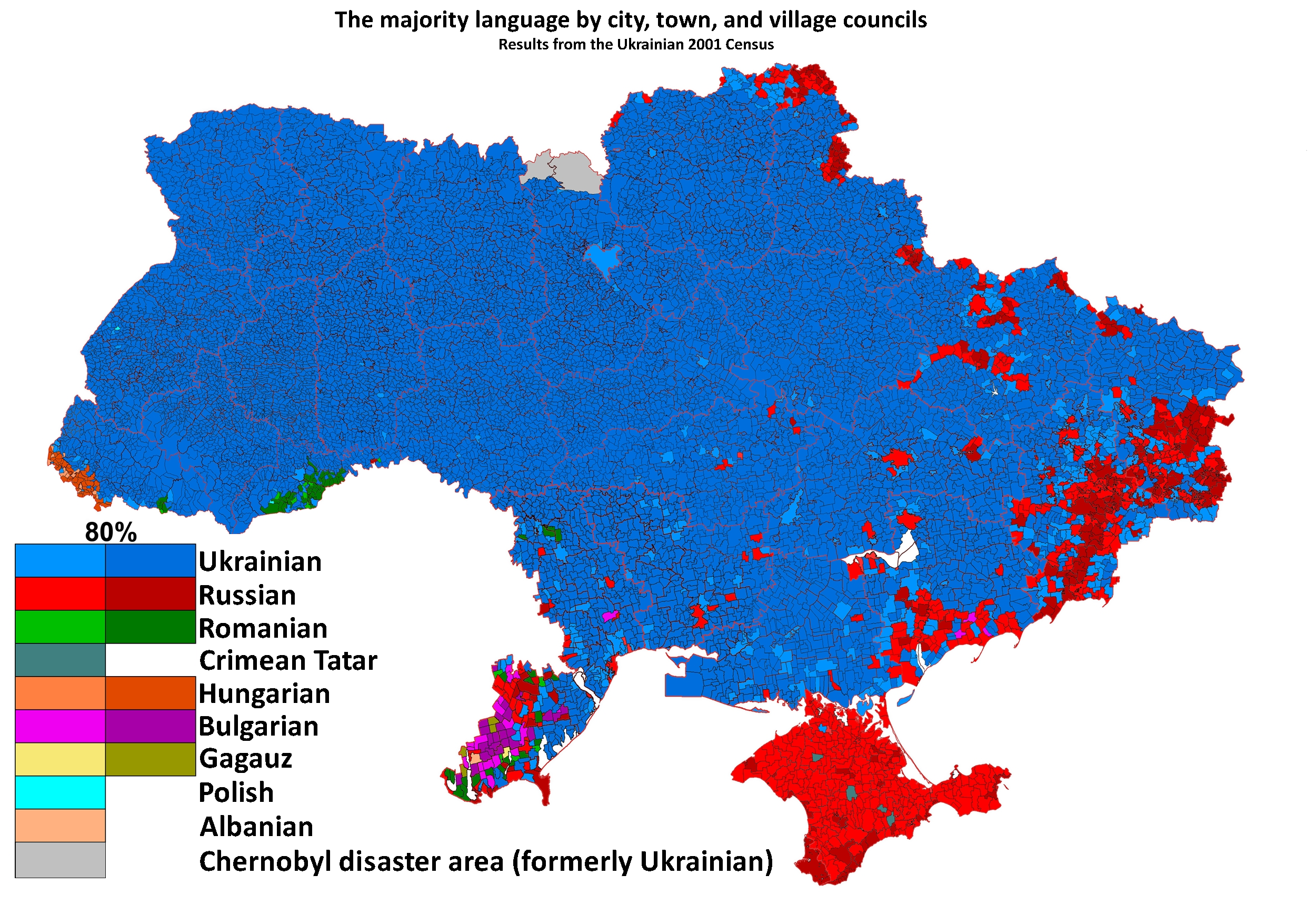
各自治体で最も一般的な言語 （青：ウクライナ語、赤：ロシア語）

### 世論調査
| 2004年の世論調査によるロシア語話者の割合 | 2004年の世論調査によるロシア語話者の割合 | 2004年の世論調査によるロシア語話者の割合 | 2004年の世論調査によるロシア語話者の割合 | 2004年の世論調査によるロシア語話者の割合 |
| ---------------------------------------- | ---------------------------------------- | ---------------------------------------- | ---------------------------------------- | ---------------------------------------- |
|                                          |                                          |                                          |                                          |                                          |
| クリミア自治共和国                       | クリミア自治共和国                       |                                          | 97%                                      | 97%                                      |
| ドニプロペトロウシク州                   | ドニプロペトロウシク州                   |                                          | 72%                                      | 72%                                      |
| ドネツィク州                             | ドネツィク州                             |                                          | 93%                                      | 93%                                      |
| ルハンシク州                             | ルハンシク州                             |                                          | 89%                                      | 89%                                      |
| ザポリージャ州                           | ザポリージャ州                           |                                          | 81%                                      | 81%                                      |
| オデーサ州                               | オデーサ州                               |                                          | 85%                                      | 85%                                      |
| ハルキウ州                               | ハルキウ州                               |                                          | 74%                                      | 74%                                      |
| ミコライウ州                             | ミコライウ州                             |                                          | 66%                                      | 66%                                      |

2002年の調査によれば、どの言語が話しやすいかとの質問に44%がロシア語、40%がウクライナ語と答え、13%が両方の言語を同じように簡単に話せると答えた。キーウ市民の44%がコミュニケーションにロシア語もウクライナ語も関係ないと答えた。地方主要都市では75%がロシア語、地方では65%がウクライナ語を話すと回答した。西と北西ではほとんどウクライナ語（92–93%、ロシア語4–5%）、東ではロシア語（89%、ウクライナ語1%）と、地域によって使用言語に大きな差があった。
2004年のキーウ国際社会学研究所による世論調査によると、家庭内でロシア語を使用している人の数は、国勢調査でロシア語を母語と申告した人の数を上回っている。この調査によると、人口の43–46%がロシア語を家庭で使用していた。特にウクライナの東部および南部地域でロシア語話者が人口の過半数を占めた。
2005年の国立科学アカデミー社会学研究所による年次調査の結果をグラフに示す。
2006年6月のロシア語に地域言語の地位を認める地方議会のイニシアチブについて、52%が「大いに賛成」（東部地域で69%、南部地域で56%）、34%が「大いに反対」、9%が「一部賛成、一部反対」、5%が「どちらともいえない」と回答した。

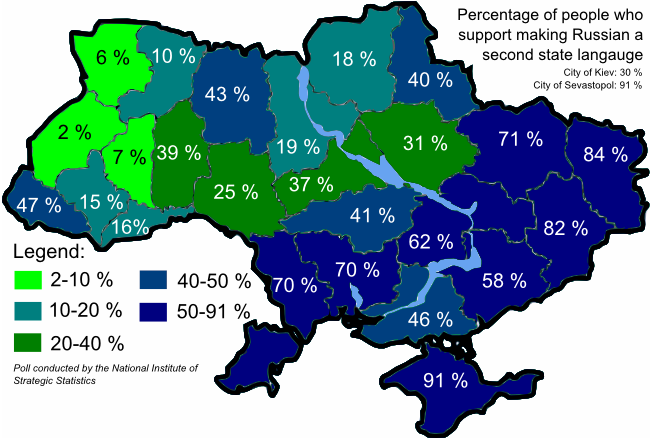
ロシア語を第2公用語とすることへの支持（地域別）国立戦略研究所の2005年調査

2006年の調査ではロシア語が公用語でないためロシア語話者の権利が侵害されていると考えるウクライナ人が39％、それとは反対の立場の人が38%であった。
2006年末にリサーチ＆ブランディンググループが実施した世論調査では、ウクライナ人の68%がロシア語に堪能で、57%がウクライナ語に堪能であるという結果であった。
2008年2月にウクライナ民主サークルが実施した全ウクライナの世論調査によると、言語問題を直ちに解決すべきと答えた人は15%、2009年11月の調査では14.7%であり、ロシア語とウクライナ語の両方を国語とすることを望む人は35.8％だった。レーティングの世論調査によると、2009年から2012年5月にかけて、ロシア語の国家言語化に対する賛成が減少（54%から46%）、反対が増加（40%から45％）、2012年7月には賛成41%、反対51%であった。(2012年7月）二言語併用制を最も支持しているのは、ドンバス地方の住民（85%）、南ウクライナ（72%）、東ウクライナ（50%）であった。
2009年末にキーウ国立大学モヒラ・アカデミー社会研究センターが実施した世論調査によると、大規模な抗議行動を組織する理由として、イデオロギーの問題は3位（15%）であり（特にNATO加盟問題、ロシア語の地位、左翼・右翼政治団体の活動など）、経済問題（25%）、所有権の問題（17%）の後にランクされている。2010年3月の調査では、強制的なウクライナ化やロシア語の弾圧が4.8%の人々の関心事となっている。
2012年7月の世論調査によると、調査対象となった18歳以上の成人住民の50%が母語をウクライナ語とし、29%がロシア語、20%がロシア語とウクライナ語の両方を母語とし、1%が他の言語をあげている。5%がどちらの言語を母語とするか決定できない。2011年に母語の使用に問題がなかったと回答した人が約8割を占める。公文書を理解するのが困難だったと答えた人は8%で南ウクライナとドンバス地方の中年・高齢者が中心だった。
2012年9月から10月にかけてレーティングが実施した世論調査では、ロシア語の公用語化に51％が反対し、41%が賛成した。支持の多い地域はドンバス（75%）、南部（72%）、東部（53%）で、北部と中部ウクライナでは7割近く、西部ウクライナでは9割が反対であった。キーウ国際社会学研究所が2015年2月に実施した調査では、ロシア語を国家言語とすることへの支持は19%（南部37％、ドンバスなど東部31%）にまで低下していることがわかった。52%（西部：44%、中部：57%、南部：43%、東部：61%）が、過半数が望む地域のみロシア語を公用語とすべきとし、21%が公用語から外すべきと回答している。
2016–2017年の世論調査によると、ロシア語の地位が重要な政治問題であるとする回答者は全国で約1%、ウクライナ東部では3%以下であった。同じ2017年の世論調査では、ウクライナ語の使用を支持する国家政策を64%が支持していた。

## 特定分野におけるロシア語

### ウクライナのロシア語文学
歴史的に見ると、ロシア文学の著名な作家の多くがウクライナ出身である。ニコライ・ゴーゴリはウクライナ人でありながらロシア語で執筆し、両国の文化に貢献した。作家ミハイル・ブルガーコフ、詩人イリヤ・エレンブルクもキーウ生まれである。イリフ＝ペトロフ、エフゲニー・ペトロフ、アンナ・アフマートヴァ、イサーク・バーベリらはオデーサ出身である。詩人ニカ・トゥルビナはクリミアのヤルタ生まれであった。
現代のウクライナの作家は、ロシア語で作品を書くことが多い。特にSFやファンタジーのジャンルでは顕著である。H・L・オルディ、アレクサンダー・ゾリッチ、アンドレイ・ヴァレンティノフ、ユーリ・ニキーチンなど、ロシア語圏の人気作家がハルキウ在住である。ロシア語圏のウクライナ人作家マリナ・ディアチェンコ、セルゲイ・ディアチェンコ、ウラジーミル・アレネフらはキーウ出身である。マックス・フライはオデッサ出身で、ヴェーラ・カムシャはリヴィウ出身である。その他のロシア系ウクライナ人のSF・ファンタジー作家としては、ウラジーミル・ヴァシリエフ、ウラジスラフ・ルサノフ、アレクサンダー・マジン、フョードル・ベレジンがいる。ウクライナ最大のSF・ファンタジー雑誌はロシア語で出版されている。
他にロシア語圏のリアリズム作家や詩人としてアレクサンドル・カバノフ、ボリス・ケルソンスキー、アンドレイ・ポリアコフ、アンドレイ・クルコフ、ウラジミール・ラフェエンコらがいる。
オルディによると、ウクライナの作家にとってロシア語で書くことはより多くの読者に届くため有利だという。また、ウクライナの非効率的な書籍出版政策が原因だと述べている。ロシアの出版社が大衆文学に関心を持つのに対し、ウクライナの出版社は主に助成金提供者に頼っている。多くのウクライナの出版社はこれに同意し、ロシア語の本と比べてウクライナ語の本の需要が少なく、収益性が低いことに不満を抱いている。

### メディア
2012年の調査で以下の知見があった。
- ラジオでは、ウクライナ語の歌は3.4％で、60％はロシア語であった。
- 新聞の60％以上、雑誌の83％、書籍の87％がロシア語であった。
- テレビ番組の28％がウクライナ語、それも国営放送のものである。

2014年3月11日、ウクライナにおける親ロシア派の騒乱の中、ウクライナテレビ・ラジオ放送国家評議会は、ウクライナにおけるロシアのテレビチャンネルロシア24、チャンネル1、エルテール国際放送、NTVの放送を停止した。2014年8月19日以降、ウクライナはロシアのテレビチャンネル14局をブロックしている。
2015年6月初旬、ロシアの映画とテレビシリーズ162本が、2014–15年のロシアのウクライナへの軍事介入の大衆化、扇動、プロパガンダを含むと見なされ禁止された。また、望ましくないロシア人またはロシア支持の俳優が出演する映画もすべて禁止された。
2021年2月、ヴォロディミル・ゼレンスキー大統領は、3つのテレビチャンネルZIK、NewsOne、112を閉鎖した。いずれもクレムリンとつながりの深いヴィクトル・メドヴェドチュクが所有するとみられており、テレビ放送をプロパガンダの道具として使用していると考えられていた。

### インターネット
ウクライナのウェブサイトではロシア語が圧倒的に多く（80.1%）、次いで英語（10.1%）、そしてウクライナ語（9.5%）の順である。ウィキペディアの記事数では2022年6月末時点でロシア語版は約180万、ウクライナ語版は約110万となっている。
政府機関にはウクライナ語でのウェブサイト開設が義務付けられているが、ウクライナ人のインターネット利用はほとんどロシア語である。2013年の調査によると、ウクライナで最も人気のある5つのウェブサイトのうち4つはロシア語またはロシア語圏のもので、それらはフコンタクテ、Mail.ru、ヤンデックス、Odnoklassnikiであった。2017年5月15日、ウクライナのペトロ・ポロシェンコ大統領は、ドンバスでの戦争に伴う国家安全保障の問題を理由にこれらのロシアのソーシャルメディアやウェブサイトへのアクセスを禁止する法令に署名した。

### 教育
私立の中等教育機関では、ロシア語を学ぶかどうかは各機関が決定する。すべてのロシア語学校では、必修科目としてウクライナ語を教えている。
ロシア語を教える学校の数は1991年のウクライナ独立以来減少し、2021年にはロシア語話者の割合よりかなり低くなっているが、それでもロシア民族の割合より高い。
かつて教育法では、ウクライナ人家庭（親とその子ども）に対して、学校や勉強で母国語を選択する権利を認めていた。2017年の法律改定により、中等教育以上ではウクライナ語のみを使用することに定められた。
ウクライナの高等教育機関では、一般的にウクライナ語を教育言語として使用している。
クリミア最高評議会の国会議員によると、2010年にはクリミアの90％の生徒がロシア語の学校で勉強していた。一方、クリミアの学生のうち、ウクライナ語の学校で学んでいるのはわずか7％であった。2012年には、セヴァストポリにある唯一のウクライナ人寄宿学校（生徒数50人）が閉鎖され、ロシア語で勉強しようとしない子どもたちは、知的障害児のための寄宿学校に移されることになった。

### 裁判
2010年1月1日以降、当事者同士の合意があれば、ロシア語で裁判を行うことが認められている。ウクライナ語やロシア語を話すことができない市民は、母国語を使うか、通訳のサービスを受けることができる。

### ビジネス
2008年現在、ウクライナのビジネスは主にロシア語で行われ、ウクライナの大学レベルの先端技術・工学コースはロシア語で教えられていたが、2017年の法律「教育について」により変更された。